# 奇克索哈奇 (喬治亞州)
奇克索哈奇（英語：Chickasawhatchee）是位於美國喬治亞州特勒爾縣的一個非建制地區。該地的面積和人口皆未知。

## 地理
奇克索哈奇的座標為31°42′05″N 84°22′29″W / 31.70139°N 84.37472°W，而該地的平均海拔高度為91米（即299英尺）。